# Kjerstin Braathen
Kjerstin Elisabeth Rasmussen Braathen (1970, Lillestrøm) é uma executiva norueguesa que atua nos setores bancário e financeiro. Desde setembro de 2019, ela é CEO do DNB ASA, o maior grupo de serviços financeiros da Noruega. Mestre em Gestão e Finanças pela École Supérieure de Commerce de Nice, depois de quatro anos na Norsk Hydro, ingressou no DNB em 1999. Também atuou como Vice-Presidente Executiva de Banco Corporativo do Grupo DNB.